# Békéscsaba általános iskoláinak listája
Békéscsaba területén található általános iskolák, névsorrendben:
- Békéscsabai Belvárosi Általános Iskola és Gimnázium
- Erzsébethelyi Általános Iskola (amelybe integrálták az egykori 11. Számú Általános Iskolát)
- Gerlai Általános Iskola
- Jankay Tibor Két Tanítási Nyelvű Általános Iskola és Diákotthon (régebben 9-es iskola). Cím: Thurzó u. 33.
- Békéscsabai Kazinczy Ferenc Általános Iskola (2010-ig: 2. Számú Általános Iskola, amelybe integrálták az egykori 10. Számú Általános Iskolát)
- Békéscsabai Petőfi Utcai Általános Iskola (régebben 1. Számú Általános Iskola és Áchim L. András Általános Iskola, amihez hozzákapcsolták a 3-ast is)
- Savio Szent Domokos Katolikus Iskola és Óvoda
- Békéscsabai Szent László Utcai Általános Iskola (4-8-as iskola összevonása)
- Szlovák Gimnázium, Általános Iskola, Óvoda és Kollégium
- Esély Pedagógiai Központ Általános Iskola, Speciális Szakiskola, Egységes Pedagógiai Szakszolgálat
- Lencsési Általános Iskola és Alapfokú Művészeti Iskola